# Enrique Lacalle Coll
Enrique Lacalle Coll (Barcelona, 15 de diciembre de 1950) es un empresario y político español con una larga trayectoria profesional en la creación, organización y desarrollo de ferias de exposiciones y salones de diversos sectores. Cuenta con una licenciatura en Derecho por la Universidad de Barcelona y es graduado de empresas por IESE (Universidad de Navarra).

## Trayectoria profesional
A lo largo de su trayectoria profesional Lacalle ha ostentado responsabilidades directivas en diferentes consejos de administración de empresas, así como ha sido impulsor y promotor de numerosas ferias y salones como el Salón del Automóvil de Barcelona (feria en donde es presidente desde 2001), el Barcelona Meeting Point de Barcelona (1997-2015) o el Salón Internacional de la Logística y de la Manutención (1999-2015).   
Dentro del ámbito político Enrique Lacalle ha sido diputado del Partido Popular en el Congreso de los Diputados, concejal en el Ayuntamiento de Barcelona y candidato por el mismo partido a la alcaldía de Barcelona en 1987, 1991 y 1995. En representación del Partido Popular, Lacalle ha sido miembro de la Comisión Mixta de Transferencias Estado – Generalitat de Cataluña (entre 1985-1987), de las Comisiones Ejecutivas de Barcelona y de Cataluña (1986–2004), de la Junta Directiva Nacional (1987-1991 y 2000-2004) o del Comité Ejecutivo Nacional (1988-1990). Entre otros cargos y funciones, Lacalle también ha sido vicepresidente de la Diputación de Barcelona (1991-1995)  y Delegado Especial del Estado en el Consorcio de la Zona Franca de Barcelona, presidente del Comité Ejecutivo del mismo y vicepresidente de la entidad (1996 a 2004).  

## Cargos
Enrique Lacalle ha desarrollado una extensa carrera profesional en el ámbito empresarial ocupando diferentes puestos de responsabilidad en diferentes compañías:
Actuales
- Presidente del Círculo Ecuestre.[16]
- Miembro del Consejo Asesor del Grupo Godó.[17][18]
- Consejero de Hoteles Catalonia.[19]
- Miembro del Consejo Consultivo de Fomento.[20][19]
- Consejero de Promoción Económica Internacional y Ferial de Fomento.
- Fundador y secretario general del Foro Puente Aéreo.[21]

Anteriores
- Vicepresidente primero del Círculo Ecuestre (2019-2023)..
- Vicepresidente del Fútbol Club Barcelona (2000-2003).[22]
- Consejero de Red Eléctrica España, S.A (2003-2004).[23]
- Consejero de Abertis Logística (2005-2011).[23]
- Delegado Especial del Estado en el Consorcio de la Zona Franca de Barcelona (1996-2004).
- Presidente de Meeting y Salones, S.A.U. i de B.M.P. Barcelona Meeting Point, S.A.U.[10][19][5][9][8]
- Presidente de Parc Logístic Zona Franca, S.A. (1997-2004).[14]
- Miembro del Consejo Rector de la Candidatura Olímpica Barcelona’92.[14]

## Premios y reconocimientos
A lo largo de su carrera Enrique Lacalle ha recibido numerosos galardones y reconocimientos como agradecimiento a su extensa trayectoria profesional.
- Concesión de la Cruz de Plata de la Orden del Mérito del Cuerpo de la Guardia Civil (1997)
- Cruz del Mérito Policial con distintivo Blanco. (2002)
- Medalla de Bronce al Mérito Deportivo (2003)[10]
- Medalla de Oro de la ciudad de Lisboa (2005)[24]
- Medalla de Honor de la ciudad de Barcelona (2009)[25]
- Fellow del Royal Institution of Chartered Surveyors de Londres (2014)[26]
- Cruz del Mérito Militar con distintivo Blanco (2015)